# Bousse (Mozela)
Bousse – to miejscowość i gmina we Francji, w regionie Grand Est, w departamencie Mozela.
Według danych na rok 1990 gminę zamieszkiwało 2575 osób, a gęstość zaludnienia wynosiła 292 osób/km² (wśród 2335 gmin Lotaryngii Bousse plasuje się na 170. miejscu pod względem liczby ludności, natomiast pod względem powierzchni na miejscu 680.).